# Liste des longs métrages suédois proposés à l'Oscar du meilleur film international

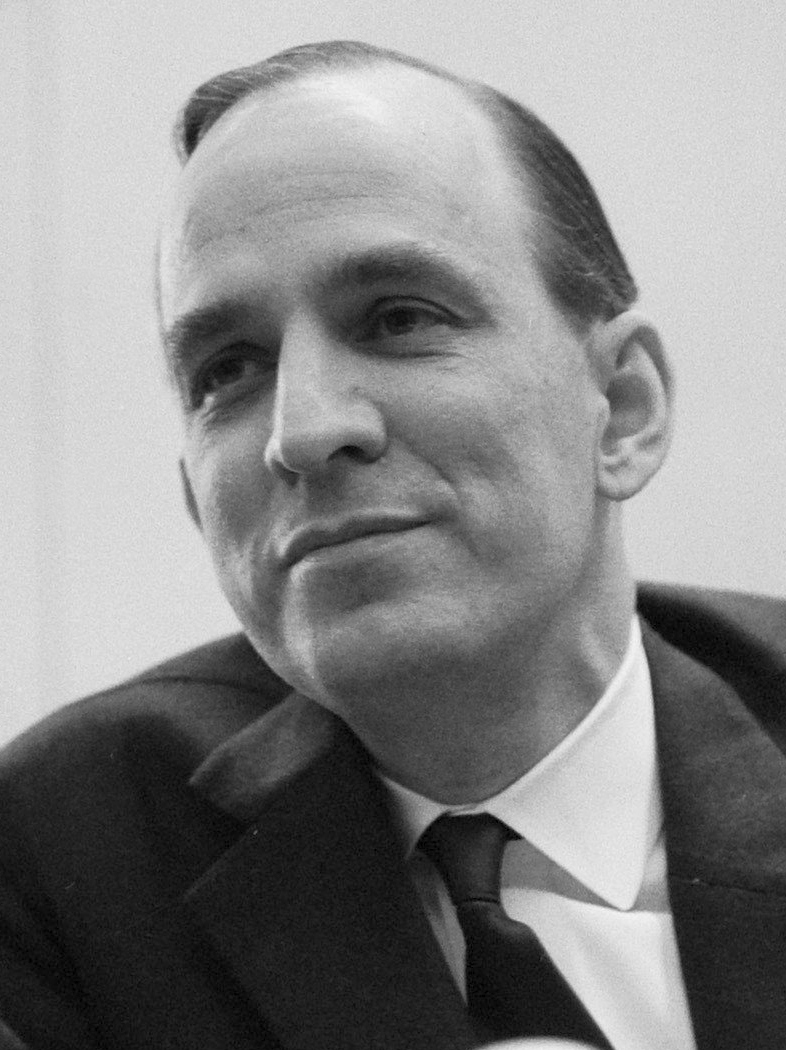
Le réalisateur suédois Ingmar Bergman

Cet article présente la liste des longs métrages suédois proposés à l'Oscar du meilleur film international (ou Oscar du meilleur film en langue étrangère jusqu'en 2019) depuis 1957, lors de la 29e cérémonie des Oscars.
L'Academy of Motion Picture Arts and Sciences (AMPAS) qui remet les Oscars du cinéma invite depuis 1957 les industries cinématographiques de tous les pays du monde à proposer le meilleur film de l'année pour concourir à l'Oscar du meilleur film en langue étrangère (autre que l'anglais). Le comité du prix supervise le processus et valide les films soumis. Par la suite, un vote à bulletin secret détermine les cinq nommés dans la catégorie, avant que le film lauréat ne soit élu par l'ensemble des membres de l'AMPAS, et que l'Oscar ne soit décerné lors de la cérémonie annuelle.
La Suède a jusqu'à maintenant remporté 3 Oscars dans cette catégorie (3 films réalisés par Ingmar Bergman)

## Films proposés par la Suède
| Année (cérémonie) | Titre français                                                | Titre original                                     | Réalisateur(s)           | Résultat         |
| ----------------- | ------------------------------------------------------------- | -------------------------------------------------- | ------------------------ | ---------------- |
| 1956 (29e)        | Ratataa (sv)                                                  | Ratataa (sv)                                       | Hasse Ekman              | Non nommé        |
| 1957 (30e)        | Le Septième Sceau                                             | Det sjunde inseglet                                | Ingmar Bergman           | Non nommé        |
| 1958 (31e)        | Le Visage                                                     | Ansiktet                                           | Ingmar Bergman           | Non nommé        |
| 1960 (33e)        | La Source                                                     | Jungfrukällan                                      | Ingmar Bergman           | Remporte l'Oscar |
| 1961 (34e)        | À travers le miroir                                           | Såsom i en spegel                                  | Ingmar Bergman           | Remporte l'Oscar |
| 1962 (35e)        | La Maîtresse                                                  | Älskarinnan                                        | Vilgot Sjöman            | Non nommé        |
| 1963 (36e)        | Le Silence                                                    | Tystnaden                                          | Ingmar Bergman           | Non nommé        |
| 1964 (37e)        | Le Quartier du corbeau                                        | Kvarteret Korpen                                   | Bo Widerberg             | Nommé            |
| 1965 (38e)        | Käre John                                                     | Käre John                                          | Lars-Magnus Lindgren     | nommé            |
| 1966 (39e)        | Persona                                                       | Persona                                            | Ingmar Bergman           | Non nommé        |
| 1967 (40e)        | Les Feux de la vie                                            | Här har du ditt liv                                | Jan Troell               | Non nommé        |
| 1968 (41e)        | La Honte                                                      | Skammen                                            | Ingmar Bergman           | Non nommé        |
| 1969 (42e)        | Ådalen '31                                                    | Ådalen '31                                         | Bo Widerberg             | Nommé            |
| 1970 (43e)        | Une histoire d'amour suédoise                                 | En Kärlekshistoria                                 | Roy Andersson            | Non nommé        |
| 1971 (44e)        | Les Émigrants                                                 | Utvandrarna                                        | Jan Troell               | Nommé            |
| 1972 (45e)        | Le Nouveau Monde                                              | Nybyggarna                                         | Jan Troell               | Nommé            |
| 1973 (46e)        | Scènes de la vie conjugale                                    | Scener ur ett äktenskap                            | Ingmar Bergman           | Disqualifié      |
| 1976 (49e)        | La Ville de mes rêves (sv)                                    | Mina drömmars stad                                 | Ingvar Skogsberg (sv)    | Non nommé        |
| 1977 (50e)        | Un flic sur le toit                                           | Mannen på taket                                    | Bo Widerberg             | Non nommé        |
| 1979 (52e)        | Ett anständigt liv (sv)                                       | Ett anständigt liv (sv)                            | Stefan Jarl              | Non nommé        |
| 1980 (53e)        | Maître Puntila et son valet Matti (sv)                        | Herr Puntila och hans dräng Matti                  | Ralf Långbacka (sv)      | Non nommé        |
| 1981 (54e)        | Barnens ö                                                     | Barnens ö                                          | Kay Pollak               | Non nommé        |
| 1982 (55e)        | Le Vol de l'aigle                                             | Ingenjör Andrées luftfärd                          | Jan Troell               | Nommé            |
| 1983 (56e)        | Fanny et Alexandre                                            | Fanny och Alexander                                | Ingmar Bergman           | Remporte l'Oscar |
| 1984 (57e)        | Åke och hans värld (sv)                                       | Åke och hans värld (sv)                            | Allan Edwall             | Non nommé        |
| 1985 (58e)        | Ronya, la fille du brigand                                    | Ronja Rövardotter                                  | Tage Danielsson          | Non nommé        |
| 1986 (59e)        | Le Sacrifice                                                  | Offret                                             | Andreï Tarkovski         | Non nommé        |
| 1987 (60e)        | Hip hip hurra!                                                | Hip hip hurra!                                     | Kjell Grede              | Non nommé        |
| 1989 (62e)        | Les Femmes sur le toit                                        | Kvinnorna Pa Taket                                 | Carl-Gustaf Nykvist (sv) | Non nommé        |
| 1990 (63e)        | Wallenberg                                                    | God afton, Herr Wallenberg                         | Kjell Grede              | Non nommé        |
| 1991 (64e)        | Oxen                                                          | Oxen                                               | Sven Nykvist             | Nommé            |
| 1992 (65e)        | Bel été pour Fanny (sv)                                       | Änglagård                                          | Colin Nutley             | Non nommé        |
| 1993 (66e)        | Le Lance-pierres (sv)                                         | Kådisbellan                                        | Åke Sandgren             | Non nommé        |
| 1994 (67e)        | Sista dansen (sv)                                             | Sista dansen (sv)                                  | Colin Nutley             | Non nommé        |
| 1995 (68e)        | La Beauté des choses                                          | Lust och fägring stor                              | Bo Widerberg             | Nommé            |
| 1996 (69e)        | Jérusalem                                                     | Jerusalem                                          | Bille August             | Non nommé        |
| 1997 (70e)        | Tic Tac (sv)                                                  | Tic Tac (sv)                                       | Daniel Alfredson         | Non nommé        |
| 1998 (71e)        | Fucking Åmål                                                  | Fucking Åmål                                       | Lukas Moodysson          | Non nommé        |
| 1999 (72e)        | Under solen                                                   | Under solen                                        | Colin Nutley             | Nommé            |
| 2000 (73e)        | Chansons du deuxième étage                                    | Sånger från andra våningen                         | Roy Andersson            | Non nommé        |
| 2001 (74e)        | Jalla! Jalla!                                                 | Jalla! Jalla!                                      | Josef Fares              | Non nommé        |
| 2002 (75e)        | Lilya 4-ever                                                  | Lilya 4-ever                                       | Lukas Moodysson          | Non nommé        |
| 2003 (76e)        | Ondskan                                                       | Ondskan                                            | Mikael Håfström          | Nommé            |
| 2004 (77e)        | La Chorale du bonheur                                         | Så som i himmelen                                  | Kay Pollak               | Nommé            |
| 2005 (78e)        | Zozo                                                          | Zozo                                               | Josef Fares              | Non nommé        |
| 2006 (79e)        | Adieu Falkenberg                                              | Farväl Falkenberg                                  | Jesper Ganslandt         | Non nommé        |
| 2007 (80e)        | Nous, les vivants                                             | Du levande                                         | Roy Andersson            | Non nommé        |
| 2008 (81e)        | Instants éternels                                             | Maria Larssons eviga ögonblick                     | Jan Troell               | Présélectionné   |
| 2009 (82e)        | Happy Sweden                                                  | De ofrivilliga                                     | Ruben Östlund            | Non nommé        |
| 2010 (83e)        | Simple Simon                                                  | I rymden finns inga känslor                        | Andreas Öhman            | Préselectionné   |
| 2011 (84e)        | Beyond                                                        | Svinalängorna                                      | Pernilla August          | Non nommé        |
| 2012 (85e)        | L'Hypnotiseur                                                 | Hypnotisören                                       | Lasse Hallström          | Non nommé        |
| 2013 (86e)        | Eat Sleep Die                                                 | Äta sova dö                                        | Gabriela Pichler         | Non nommé        |
| 2014 (87e)        | Snow Therapy                                                  | Turist                                             | Ruben Östlund            | Préselectionné   |
| 2015 (88e)        | Un pigeon perché sur une branche philosophait sur l'existence | En duva satt på en gren och funderade på tillvaron | Roy Andersson            | Non nommé        |
| 2016 (89e)        | Mr. Ove                                                       | En man som heter Ove                               | Hannes Holm              | Nommé            |
| 2017 (90e)        | The Square                                                    | The Square                                         | Ruben Östlund            | Nommé            |
| 2018 (91e)        | Border                                                        | Gräns                                              | Ali Abbasi               | Non nommé        |
| 2019 (92e)        | Et puis nous danserons                                        | And Then We Danced                                 | Levan Akin               | Non nommé        |
| 2020 (93e)        | Charter                                                       | Charter                                            | Amanda Kernell           | Non nommé        |
| 2021 (94e)        | Tigrar (sv)                                                   | Tigrar (sv)                                        | Ronnie Sandahl (sv)      | Non nommé        |
| 2022 (95e)        | La Conspiration du Caire                                      | Walad Min Al Janna                                 | Tarik Saleh              | Préselectionné   |
| 2023 (96e)        | Motståndaren (sv)                                             | Motståndaren (sv)                                  | Milad Alami (sv)         | En attente       |